# 艾谢·居尔卡伊纳克
居尔卡伊纳克（土耳其語：Ayşe Melis Gürkaynak，1990年4月20日—），土耳其女子排球運動員，司職副攻手。現時效力於土超豪門球隊瓦基弗銀行女排俱樂部。

## 獎項

### 俱樂部
- 2017年世界女排俱樂部錦標賽： - 金牌（瓦基弗銀行女排俱樂部）
- 2017年土耳其冠軍杯： - 金牌（瓦基弗銀行女排俱樂部）
- 2017年土耳其杯： - 金牌（瓦基弗銀行女排俱樂部）
- 2017–18赛季土耳其女排超級聯賽： - 金牌（瓦基弗銀行女排俱樂部）
- 2017–18赛季歐洲女排聯賽冠軍盃： - 金牌（瓦基弗銀行女排俱樂部）
- 2017年土耳其冠軍杯： - 銀牌（瓦基弗銀行女排俱樂部）
- 2018年世界女排俱樂部錦標賽： - 金牌（瓦基弗銀行女排俱樂部）
- 2018-19赛季土耳其女排超級聯賽： - 金牌（瓦基弗銀行女排俱樂部）
- 2019年世界女排俱樂部錦標賽： - 铜牌（瓦基弗銀行女排俱樂部）